# Чермой-Лам
Чермой-Лам, Чармоилам (чечен. Чармойн лам) — горная вершина в Веденском районе Чеченской Республики, Россия.

## География
Находится на границе исторических областей Ичкерии (чеч. Нахчмохк) и Чеберлоя в междуречье Элистанжи и Хулхулау.
Ближайшие населённые пункты: на востоке и северо-востоке Харачой, на северо-западе заброшенный аул Зиверхи на юго-западе село Ригахой и покинутый аул Тарсенаул.
Высота над уровнем моря составляет 2361,5 метра.

## Название
Чармой-Лам означает «Чермойцев гора», чермой — один чеченских тайпов.

## История
В древности общество чермой обосновалось у подножия этой горы, основав здесь аул Чармой или Черми, который был разрушен во время Кавказской войны. Из-за трудных условий и увеличения количества обитателей, тайп начал постепенно осваивать равнину, вследствие чего были заложены села Махкеты на реке Басс, Ногай-Мирза-Юрт на Тереке, и множество хуторов, которые вошли в такие города и села как: Шали, Гойты, Автуры, Цоци-Юрт и др.
На склоне горы имеется старое родовое кладбище. На склонах и вершине Чермойн лам можно обнаружить древние могильники, городища и культовые места.
По сведениям Берже на горе некогда стояла оборонительная башня.

## Топонимика
Все места, названия которых здесь приводятся, расположены на вершине Чермойн лам.
Тишол тӏие (Тишол тие) «Тишоли на» — др. урочище, куда собираясь жители не
только Чермойн лам, но Харачой, Дишни, Эрсана, Зирхой, Белгатой, Элистанжхой,
Къоьзуной, Садой, Сарбалой и др.
Кхо-кха долтӏие (Кхо-кха долтие) «Три пашни имеется (где) на» — руины б.
поселения.
Туънкахана (Тюнкахана) «(?)». Руины б. селения.
Мусаханан кӏотар (Мусаханан котар) «Мусахана хутор» — руины б. поселения.
Никӏижан котар (Никижан котар) «Никижа хутор» — руины б. поселения.
Чуьра лам (Чура лам) «Внутренняя гора» — руины б. поселения.
Гӏотанаш ӏийначу тӏехьах (Готанаш ийначу теха) «Овечьи кутаны стояли (где)» -
руины б. поселения.
Яхьяйн кӏотар (Яхъяйн котар) «Яхья хутор» — руины б. поселения.
Гӏарчханан кӏотар (Гарчханан котар) «Гарчхана хутор» — развалины поселения.

## Современность
В августе 2017 года, на горе состоялось открытие башенного комплекса «Чермой Лам»
- Башня
- Башня
- День открытия
- Вид с горы